# Agakauitai
Agakauitai ist eine kleine Insel der Gambierinseln in Französisch-Polynesien. Sie ist in einer Entfernung von gut 300 Metern die südliche Nachbarinsel von Taravai. Die unbewohnte Insel ist 0,7 km² groß, ihr höchster Punkt liegt 139 m über dem Meeresspiegel.

## Geschichte
Traditionell gehörte Agakauitai oder Angakanitai zum Königreich Taravai. Die Könige von Taravai sowie auch einige Könige von Mangareva sind auf der Insel begraben. Es befand sich ein Marae auf der Insel.